# تضخم العضلات المرتبط بالميوستاتين
تضخم العضلات المرتبط بالميوستاتين (بالإنجليزية: Myostatin-related muscle hypertrophy)‏ أو التضخم العضلي هي حالة وراثية نادرة تتميز بانخفاض نسبة الدهون في الجسم وزيادة حجم العضلات الهيكلية. لدي الأفراد المتضررين ما يصل إلى ضعف الكمية المعتادة من كتلة العضلات في أجسامهم. كما أنها تميل إلى زيادة قوة العضلات. من غير المعروف ما إذا كان تضخم العضلات المرتبط بالميوستاتين يسبب مشاكل طبية، والأفراد المصابون أصحاء عقليًا. مدي انتشار هذه الحالة غير معروف. 
الطفرات في جين MSTN تسبب تضخم العضلات المتعلق بالميوستاتين. يوفر جين MSTN تعليمات لصنع بروتين يسمى الميوستاتين، وهو نشط في العضلات المستخدمة للحركة (العضلات الهيكلية) قبل الولادة وبعدها. عادة ما يقيد هذا البروتين نمو العضلات، مما يضمن عدم نمو العضلات بشكل كبير. الطفرات التي تقلل من إنتاج الميوستاتين الوظيفي تؤدي إلى نمو مفرط في الأنسجة العضلية. تضخم العضلات المرتبط بالميوستاتين له نمط من الميراث يعرف باسم الهيمنة الصبغية الغير مكتملة. الأشخاص الذين لديهم طفرة في نسختين من الجين في كل خلية (متجانسات الزيجوت) قد زادوا بشكل كبير من كتلة العضلات وقوتها. الأشخاص الذين لديهم طفرة في نسخة واحدة من جين MSTN في كل خلية (متغاير الزيجوت) زادوا أيضا من حجم العضلات، ولكن بدرجة أقل. 

## تضخم العضلات المرتبط بالميوستاتين المسبب من الإنسان
قام الباحثون في معاهد قوانغتشو للطب الحيوي والصحة في الصين بتعديل جينوم البيجل لصنع ضعف كمية العضلات.  من بين اثنين من البيجل الذين عدلوا وراثيا، واحد فقط قد زاد من كتلته العضلية.  الهدف النهائي من هذا المشروع هو القدرة على معالجة مرض عصبي عضلي وراثي (مرض باركنسون). إلى جانب البيجل، تم التعديل الوراثي أيضًا في الخنازير.

## روابط خارجية
- تضخم العضلات المرتبط بالميوستاتين على NCBI
- تضخم العضلات المرتبط بالميوستاتين في NIH Genetics Home Reference